# Jibneh Arabieh
Jibneh Arabieh (arabe : جبنة عربية) (également appelé jibni ) est un fromage blanc à pâte molle que l'on trouve partout au Moyen-Orient. Il est particulièrement populaire dans la région du golfe Persique. Son goût doux, proche de celui de la feta, est moins salé. L'origine de ce produit remonte aux Bédouins qui utilisaient du lait de chèvre ou de brebis. Aujourd'hui, on utilise plutôt du lait de vache pour sa fabrication. Le jibneh Arabieh est utilisé en cuisine ou simplement comme fromage de table.
Le jibni est un ingrédient des pâtisseries fourrées au fromage telles que le knafeh.